# 민군 관계
민군 관계(民軍關係, Civil–military relations, Civ-Mil 또는 CMR)는 군사 조직과 시민 사회, 군사 조직과 기타 정부 관료, 지도자와 군대 간의 관계를 설명한다. CMR은 경영, 사회과학 및 정책 규모 내에서 이동하는 다양하고 종종 규범적인 분야를 통합한다. 더 좁게는 특정 사회의 시민적 권위와 군사적 권위 사이의 관계를 설명한다. "모든 국가의 목표는 군사 전문 권력을 활용하여 중요한 국가안보 이익을 제공하는 동시에 국민의 안녕을 위협할 수 있는 권력의 남용을 방지하는 것이다." 민군 관계에 대한 연구는 국가의 전략적 의사 결정에 대한 궁극적인 책임이 군대(군사독재)보다 민간 정치 지도부(즉, 군에 대한 민간 통제)의 손에 있는 것이 바람직하다는 규범적 가정에 기초하는 경우가 많다.
전통적인 민군 관계 이론의 중심에는 역설이 놓여 있다. 정치를 보호하기 위해 고안된 기관인 군대는 또한 자신이 봉사하는 사회를 위협할 수 있을 만큼 강력해야 한다. 군사적 장악이나 쿠데타는 이 균형이 정부를 바꾸는 데 사용되는 예이다. 궁극적으로 군은 민간 당국이 "틀릴 권리"(right to be wrong)를 갖고 있다는 사실을 받아들여야 한다. 즉, 그들은 자신이 동의하지 않는 정책 결정을 수행할 책임이 있을 수 있다. 군대에 대한 민간인의 패권은 복잡한 문제이다. 정책이나 결정의 옳고 그름은 모호할 수 있다. 민간 의사결정자는 수정 정보에 영향을 받지 않을 수 있다. 민간 당국과 군 지도자 간의 관계는 실제로 해결되어야 한다.
그러나 그들이 조사한 주요 문제는 경험적이었다. 즉, 군대에 대한 민간 통제가 어떻게 확립되고 유지되는지 설명하는 것이다. 더 넓은 의미에서 사회와 군대가 교차하거나 상호 작용하는 방식을 조사하고 퇴역 군인의 사회 통합, 군인 모집 및 유지에 사용되는 방법, 이러한 시스템의 공정성과 효율성, 소수자, 여성의 통합, LGBT 커뮤니티의 군대 입대, 민간 계약자의 행동과 결과, 군사 조직에서 문화의 역할, 군인과 퇴역 군인의 투표 행동, 민간인과 군인 간의 정책 선호 격차와 같은 주제를 포함한다.
일반적으로 그 자체로는 별도의 학문 분야로 간주되지 않지만 다양한 분야와 전문 분야의 학자와 실무자가 참여한다. 정치학 및 사회학 외에도 민군 관계는 법률, 철학, 지역 연구, 심리학, 문화연구, 인류학, 경제학, 역사, 외교사, 저널리즘, 군사 등 다양한 분야를 활용한다. 여기에는 군에 대한 민간통제, 군사 전문성, 전쟁, 민군 작전, 군사 기관 및 기타 관련 주제를 포함하되 이에 국한되지 않는 다양한 문제에 대한 연구와 토론이 포함된다. 범위가 국제적인 민군 관계에는 전 세계의 토론과 연구가 포함된다. 이론적 논의에는 비국가 행위자뿐만 아니라 보다 전통적인 국민 국가도 포함될 수 있다. 다른 연구에는 군대의 정치적 태도, 투표 행동, 군인 가족뿐만 아니라 민주 사회에 대한 잠재적 영향과 상호 작용의 세부 사항을 식별하는 것이 포함된다.

## 같이 보기
- 군수산업
- 군산 복합체
- 전쟁모리배